# Team Qhubeka NextHash/Saison 2021
Diese Liste beschreibt die Mannschaft und die Erfolge des Radsportteams Team Qhubeka NextHash in der Saison 2021.

## Siege
| Siege    | Siege                     | Siege   | Siege  | Siege              | Siege |
| Datum    | Rennen                    | Staat   | Klasse | Sieger             |       |
| -------- | ------------------------- | ------- | ------ | ------------------ | ----- |
| 14. Feb. | Clásica de Almería        | Spanien | 1.Pro  | Giacomo Nizzolo    |       |
| 19. Mai  | Giro d’Italia, 11. Etappe | Italien | 2.UWT  | Mauro Schmid       |       |
| 21. Mai  | Giro d’Italia, 13. Etappe | Italien | 2.UWT  | Giacomo Nizzolo    |       |
| 23. Mai  | Giro d’Italia, 15. Etappe | Italien | 2.UWT  | Victor Campenaerts |       |
| 1. Aug.  | Circuito de Getxo         | Spanien | 1.1    | Giacomo Nizzolo    |       |

## Mannschaft
| Teamkader 2021              | Teamkader 2021    | Teamkader 2021         | Teamkader 2021                      |
| Name                        | Geburtsdatum      | Land                   | Vorheriges Team                     |
| --------------------------- | ----------------- | ---------------------- | ----------------------------------- |
| Sander Armée                | 10. Dezember 1985 | Belgien                | Lotto-Soudal (2020)                 |
| Fabio Aru (1. Jan.–6. Sep.) | 3. Juli 1990      | Italien                | UAE Team Emirates (2020)            |
| Carlos Barbero              | 29. April 1991    | Spanien                | Movistar Team (2019)                |
| Sean Bennett                | 31. März 1996     | Vereinigte Staaten     | EF Pro Cycling (2020)               |
| Connor Brown                | 6. August 1998    | Neuseeland             | NTT Continental Cycling Team (2020) |
| Victor Campenaerts          | 28. Oktober 1991  | Belgien                | Lotto-Soudal (2019)                 |
| Dimitri Claeys              | 18. Juni 1987     | Belgien                | Cofidis (2020)                      |
| Simon Clarke                | 18. Juli 1986     | Australien             | EF Pro Cycling (2020)               |
| Nic Dlamini                 | 12. August 1995   | Südarfika              | Dimension Data for Qhubeka (2017)   |
| Kilian Frankiny             | 26. Januar 1994   | Schweiz                | Groupama-FDJ (2020)                 |
| Michael Gogl                | 4. November 1993  | Österreich             | Trek-Segafredo (2019)               |
| Lasse Norman Leth           | 11. Februar 1992  | Dänemark               | Alpecin-Fenix (2020)                |
| Sergio Henao                | 10. Dezember 1987 | Kolumbien              | UAE Team Emirates (2020)            |
| Reinardt Janse van Rensburg | 3. Februar 1989   | Südarfika              | Giant-Shimano (2014)                |
| Bert-Jan Lindeman           | 16. Juni 1989     | Niederlande            | Jumbo-Visma (2020)                  |
| Giacomo Nizzolo             | 30. Januar 1989   | Italien                | Trek-Segafredo (2018)               |
| Matteo Pelucchi             | 21. Januar 1989   | Italien                | Bardiani CSF Faizanè (2020)         |
| Robert Power                | 11. Mai 1995      | Australien             | Team Sunweb (2020)                  |
| Domenico Pozzovivo          | 30. November 1982 | Italien                | Bahrain-Merida (2019)               |
| Mauro Schmid                | 4. Dezember 1999  | Schweiz                | Leopard Pro Cycling (2020)          |
| Andreas Stokbro             | 8. April 1997     | Dänemark               | Riwal Readynez (2019)               |
| Dylan Sunderland            | 26. Februar 1996  | Australien             | Team BridgeLane (2019)              |
| Harry Tanfield              | 17. November 1994 | Vereinigtes Königreich | AG2R La Mondiale (2020)             |
| Karel Vacek                 | 9. September 2000 | Tschechien             | Colpack-Ballan (2020)               |
| Emil Vinjebo                | 24. März 1994     | Dänemark               | Riwal Securitas (2020)              |
| Max Walscheid               | 13. Juni 1993     | Deutschland            | Team Sunweb (2019)                  |
| Łukasz Wiśniowski           | 7. Dezember 1991  | Polen                  | CCC Team (2020)                     |
|                             |                   |                        |                                     |
| Quelle: ProCyclingStats     |                   |                        |                                     |